# Tenacious (Schiff, 2000)
Die Tenacious, in der Literatur oft auch als STS Tenacious für „Sail Training Ship Tenacious“ oder SV Tenacious für „Sailing vessel Tenacious“ bezeichnet, ist eine hölzerne Bark mit einem Jubiläumsrigg. Sie wurde speziell für den Betrieb mit körperlich Behinderten entworfen und ist das längste Holzsegelschiff, das in den vergangenen 100 Jahren in Großbritannien vom Stapel lief, sowie mit Stand 2012 das längste Holzschiff der Welt in Fahrt.

## Geschichte
Die Tenacious (englisch für beharrlich) wurde am 6. Juni 1996 auf dem „Jubilee Yard (Merlin Quay)“ in Southampton nach Konstruktionsplänen von Toni Castro auf Kiel gelegt. Der Konstrukteur ließ den Rumpf zunächst kieloben aufbauen, eine Bauweise, die in früheren Zeiten häufiger angewandt wurde. Am 23. Oktober 1998 wurde der Rumpf in einer eigenen Zeremonie in Anwesenheit des Herzog von York, Prinz Andrew, der auch beim Kiellegen und der Schiffstaufe am 6. April 2000 zugegen war, „auf den Kiel gedreht“. Am 3. Februar 2000 lief sie als das längste Holzsegelschiff, das in den vergangenen 100 Jahren in Großbritannien gebaut wurde, vom Stapel und wurde somit gleichzeitig zum längsten Holzschiff der Welt in Fahrt. Die am 1. September 2000 beginnende Jungfernfahrt führte die Tenacious von Southampton über Sark, Saint Helier und Weymouth in Dorset zurück nach Southampton. Bisher hat das Schiff, das mit Kapitän, 10 Mann Stammbesatzung und 40 Trainees, davon die Hälfte Behinderte, besetzt werden kann, mehr als 4.500 Menschen befördert, darunter über 1.700 Behinderte, davon 630 Rollstuhlfahrer. Ihr bestes bekanntes Etmal beträgt 280 Seemeilen.
Das in Southampton stationierte Schiff wird vom Jubilee Sailing Trust bereedert, der als weiteres Schiff die Lord Nelson besitzt.

## Technische Beschreibung

### Rumpf
Der Rumpf besteht aus Holz und ist in Form eines Glattdeckers aufgebaut, er hat drei durchgehende Decks, dazu Poop und Back. Die circa 20 m (65,6 ft) lange Poop enthält Mannschaftsräume mit zusätzlichen großen Deckaufbauten. Am Bug ist die Tenacious mit einer weißen Meerjungfrau mit blau ausgelegtem Kartuschenschild und goldenen Buchstaben STS als Galionsfigur verziert. Über alles misst die Tenacious 65 m (213,25 ft), ihre Rumpflänge gemessen vom Galion bis zum Heck beträgt 54,02 m (177,2 ft). Weitere Längenangaben betragen Länge an Deck 49,85 m (163,55 ft), Länge in der KWL 45,25 m (148,46 ft) und Länge zwischen den Loten 43,8 m (143,7 ft). An ihrer breitesten Stelle misst das Schiff 10,6 m (34,8 ft), die tiefste Stelle liegt bei 4,58 m (15,0 ft). Bei einer Verdrängung von 714 Britischen Tonnen ist sie auf 714 Bruttoregistertonnen beziehungsweise 700 Nettoregistertonnen vermessen. Ihre Ladekapazität beträgt 586 t bzw. 595 t, je nach Berechnung.
Der Vollständigkeit halber sei angegeben, dass die Raumtiefe 6,4 m (19,7 ft) und die Seitenhöhe 6,8 m (22,3 ft) betragen.

### Maschine
Als Auxiliarsegler angelegt, hat das Schiff lediglich zwei Cummins-Schiffsdiesel mit 400 bhp. Unter Maschine erreicht das Schiff 8 Knoten.

### Rigg, Takelung und Segel
Das Schiff ist als moderne Bark mit drei stählernen Masten, doppelten Mars- und Bramsegeln geriggt, ein sogenanntes Jubiläumsrigg. Alle Masten bestehen aus einem Stück. Am Besanmast werden wie bei vielen der Flying P-Liner zwei Gaffeln geführt. Ihre Segelfläche beträgt bei Setzen der zehn Rah-, acht Stag- und drei Besansegel 1217 m² (13.100 sq ft). Der Flaggenknopf des Großmastes liegt 44,35 m über dem Kiel und 37,5 m über dem Deck, die längste Rah ist die Großrah mit 20,5 m (67,25 ft). Unter Segeln erreicht sie bis zu 11 Knoten.

### Spezialausrüstung
Erklärtes Ziel des Jubilee Sailing Trustes ist, körperlich behinderten Menschen die Möglichkeit zu geben, als Trainee Teil einer Mannschaft zu sein. Hierzu wurde bei Planung und Bau der Schiffe auf diese besonderen Belange eingegangen. Unter anderem hat das Schiff aus diesem Grunde flache Decks. Weiter existieren Aufzüge auch im Mannschaftsbereich, ein sprechender Kompass für Blinde, eine große Radaranzeige für eingeschränkt Sehende und Vibrationsalarm für eingeschränkt Hörende.